# Li (Volk)
Die Li (chinesisch 黎族, Pinyin Lízú, auch Hlai) sind eine der 55 offiziell anerkannten Minderheiten der Volksrepublik China. Nach der letzten Volkszählung im Jahr 2010 zählen sie 1.463.064 Menschen. Sie leben vor allem in der Inselprovinz Hainan.

## Sprache und Schrift
Die einzelnen Li-Gruppen sprechen eine der Li-Sprachen, die zur Familie der Tai-Kadai-Sprachen gehören. Für die Li-Sprachen schufen Sprachwissenschaftler 1957 eine Schrift auf Grundlage des lateinischen Alphabets angelehnt an die chinesische Pinyin-Umschrift. Als Grundlage wurde der Dialekt des Autonomen Kreises Ledong der Li-Nationalität 乐东黎族自治县 herangezogen, als Aussprachenorm wurde der Dialekt des Dorfs Baoding 保定 festgelegt. Töne werden durch jeder Silbe nachgestellte Konsonanten ausgedrückt.

## Kultur
Seit 2009 waren die traditionellen Textiltechniken der Li, Spinnen, Färben, Weben und Sticken auf der UNESCO-Liste des dringend erhaltungsbedürftigen immateriellen Kulturerbes verzeichnet, da nur noch 1.000 Einwohner, meist Frauen, diese beherrschten.
Im Jahr 2024 wurden sie nach erfolgreichen Anstrengungen zur weiteren Verbreitung, auch an Männer, in die Repräsentative Liste des immateriellen Kulturerbes der Menschheit überführt.